# Перванг-ам-Грабензее
Перванг-ам-Грабензее (нем. Perwang am Grabensee) — коммуна (нем. Gemeinde) в Австрии, в федеральной земле Верхняя Австрия.
Входит в состав округа Браунау-на-Инне. Население составляет 744 человека (на 31 декабря 2005 года). Занимает площадь 7 км². Официальный код — 40430.

## Политическая ситуация
Бургомистр коммуны — Йозеф Зульцбергер (АНП) по результатам выборов 2003 года.
Совет представителей коммуны (нем. Gemeinderat) состоит из 13 мест.
- АНП занимает 8 мест.
- СДПА занимает 5 мест.